# Aruküla (Vinni)
Aruküla (Duits: Arroküll) is een plaats in de Estlandse gemeente Vinni, provincie Lääne-Virumaa. De plaats heeft 91 inwoners (2021) en heeft de status van dorp (Estisch: küla).

## Geschiedenis
Aruküla werd voor het eerst genoemd in 1546 onder de naam Arwekull. De vermelding betrof een dispuut over het eigendomsrecht. Een van de partijen, Engelbrecht Kudling, kwam als winnaar uit de strijd. In 1641 werd een landgoed Lechtigall und Arroküll genoemd. Lechtigall is Lähtse. Het landgoed Lechtigall und Arroküll kreeg later de naam Kulina, naar de familie Kudling. Kulina werd voor het eerst genoemd in 1726 als Kullina.
In 1977 werd het buurdorp Roela-Kannastiku bij Aruküla gevoegd.